# 纳瓦雷东达德格雷多斯
纳瓦雷东达德格雷多斯，是西班牙卡斯蒂利亚-莱昂阿维拉省的一个市镇。 总面积79km2, 总人口506人（2001年），人口密度6人/km2。